# Calyptodera
Calyptodera is een geslacht van wantsen uit de familie van de Miridae (Blindwantsen). Het geslacht werd voor het eerst wetenschappelijk beschreven door Edward Payson Van Duzee in 1923.

## Soorten
Het genus is monotypisch en bevat alleen de volgende soort:

- Calyptodera robusta Van Duzee, 1923